# 维基扫描器
維基百科掃描器（Wikipedia Scanner），簡稱維基掃描器（WikiScanner），是一個於2007年8月14日推出的工具程式，由美國駭客Virgil Griffith建立，為一個能讓公眾查詢的維基百科匿名編輯資料庫。通过把这些编辑与不同组织的IP地址交叉比對，可以查询哪些组织里的职员编辑了哪些条目。维基扫描器不能用来查询登录用户的来源。在维基扫描器的常见问题回答中，作者说他相信维基扫描器可以帮助维基百科有争议的条目获得更高的可靠性，他还表示他从来没有被维基媒体基金会雇用，他在维基扫描器上花的工作是“100%非商业性的”。

## 设计
维基扫描器的数据库里存有从2002年2月7日至2007年8月4日间共34,417,493个匿名编辑。作者称这个数据库是使用维基百科全书公开的每月数据库下载编辑成的，与各组织的IP地址的联系是通过建立的。通过比较，他“发现了187,529个至少编辑过一次维基百科的组织”。
维基扫描器不能应用于注册用户。在这种情况下，数据仅显示用户名，而不显示IP地址。维基扫描器也无法区分一个组织的合理用户做的编辑和入侵者做的编辑，以及使用同一个组织的网络里的公共电脑做的编辑。英国广播公司引用电脑专家凯温·克伦对使用梵蒂冈的电脑做的编辑的分析说：“很难分辨做编辑的是职员还是恶意打入梵蒂冈系统‘盗用’它们的IP地址。”
维基扫描器的常见问题回答说，编辑无法与一个公司的职员联系起来，只能和该公司的网络。它还说，当然“有理由假设”这些编辑是该公司的职员或者被允许的客人做的，但是无法保证它们不是由入侵者做的。这样的入侵的可能性，根据该组织网络的安全设置而不同。一些组织如梵蒂冈图书馆有公共接口或者网络。

## 媒体报道和反应
首先报道维基扫描器的《连线》报道说，大多数编辑“相当无辜”。《连线》要求用户提名“最无耻的维基百科编辑”。从中产生了许多关于不同组织的新报道，其中包括半岛电视台、福克斯新聞頻道、美国民主党参议员羅伯特·伯德的助手和中央情报局编辑维基百科。
据英国广播公司报道，维基扫描器发现一些维基百科的编辑是使用迪堡公司、民主党国会竞选委员会和梵蒂冈的计算机做的。《泰晤士报》则报道，英国广播公司自己的一个互联网地址编辑了维基百科。英国广播公司在其部落格中承认了这个编辑，其中说：“一些例子的确不光彩。但是与这些不光彩相对的是许多许多没有异议的编辑。在这些编辑中，英国广播公司的人出于好意，添加了信息或者更改了细节。”
美联社报道说，山達基的计算机被用来删除维基百科上关于山達基的批评。美联社也承认它自己的计算机也被用来匿名编辑维基百科，不过它没有说这些编辑的内容。《纽约时报》在它关于维基扫描器的文章中也承认，它自己的计算机被用来编辑维基百科了。
加拿大CTV電視網报道说，华特迪士尼公司和加拿大政府的计算机也编辑了维基百科。
2007年8月24日，澳大利亚印刷和电子媒体都头版报道说，澳大利亚总理办公室匿名编辑了维基百科来删除有可能对政府不利的文章细节，通过维基扫描器发现的126个匿名编辑涉及有争议的文章以及关于政府部长的文章。政府首先说，总理約翰·霍華德没有让他的职员编辑维基百科；当天晚些時候又说，编辑者不是总理办公室或者政府部门的人，而是一个使用同一互联网服务提供者的人。维基扫描器也确认澳大利亚国防部的职员做了5000多个编辑；澳大利亚国防部因此史无前例地下令，假如这些编辑有可能被误认为国防部官方评论的话，禁止职员编辑维基百科。
2007年8月26日，《波士顿环球报》在一篇社论中称维基百科是“事实的民主基础”，并提到使用“维基扫描器”技术发现编辑维基百科的公司包括百事可樂、沃尔玛、艾克森美孚和荷蘭皇家殼牌集團。尤其关于后者“在2005年有人使用荷蘭皇家殼牌集團内部的计算机重写了一篇对该公司有益的描写，称‘一群认为无法在短时间里做决定和不喜欢高利率公司的老人领导该公司’。”《獨立報》也报道说，发现了不同维基百科文章内出于各种利益的许多“检查性介入”。
2007年12月18日《财富》提到，使用维基扫描器发现了：2007年它评比出的“101个商务苯事”中的第96个《华盛顿邮报》的一名志愿者，被发现把一个参考资料的来源改为《邮报》竞争对手的拥有人；另外，《纽约时报》中有人在乔治·布什的文章中12次加入了“愚蠢”这个词。
从2008年6月4日到5月27日，一个属于加拿大工业部的IP地址编辑了其部长的文章，其中包括删除他的关于版权法案的工作和其它两项工作。

## 维基百科的反应
维基百科创办人之一吉米·威尔士对维基扫描器大加赞赏，说它为“维基百科提供了另一层透明度”，并说这个工具“非常好，我非常支持它。”英国广播公司引用一名匿名维基百科发言人赞赏它把透明度提高到“又一层”，说它防止“组织或个人用不应该的方法编辑文章”。作为对加拿大工业部的编辑维基媒体基金会发言人杰·沃尔士说语言中立和避免利益冲突是维基百科的中心支柱，并说“没有利益冲突的人应该编辑，在这次情况下，我们得说：假如这些编辑是使用加拿大政府的计算机……假如是工业部内的人做的话，那么这理论上造成了利益冲突。”威尔士考虑可以向匿名用户提供一个警告：“假如有人点击‘编辑’的话，可能我们可以说：‘嘿，谢谢您的编辑。我们看到您来自《纽约时报》。请记住这是一个公共信息。’……这可能可以使他们停下来思考。”